# 처칠급 잠수함
처칠급 잠수함은 영국의 공격원잠(SSN)이다.

## 역사
발리언트급 잠수함 2척이 건조된 이후, 처칠급 3척이 건조되었다.
영국 최초의 핵잠수함 HMS 드레드노트 (S101)는 열출력 78 MWt 웨스팅하우스 S5W 원자로 1기를 사용하며, 영국은 미제 웨스팅하우스 S5W 원자로와 동일한 출력인 롤스 로이스 PWR1 원자로를 개발해서 다음 핵잠수함인 발리언트급 잠수함 1번함부터 사용했다. 처칠급도 롤스 로이스 PWR1 1기를 사용한다.
2번함 캉커러함이 처칠급에서 가장 유명하다. 1982년 포클랜드 전쟁에서, 아르헨티나 해군의 ARA General Belgrano 순양함(경하 9575톤, 만재 12242톤)을 격침했다. 핵잠수함이 어뢰로 수상함을 격침한 사례는 세계에서 유일하다. 21인치 마크8 어뢰 2발이 명중했다. 마크8 어뢰는 1925년에 개발된 어뢰다. 영국의 21인치 어뢰는 마크2가 1914년에 실전배치되었고, 계속 숫자가 올라가서 마크24가 타이거피쉬 어뢰로 1979년에 배치되었다. 타이거피쉬도 퇴역하고, 1992년부터 스피어피쉬 어뢰를 사용한다.
처칠급은 식량부족이 생길 때 이외에는 거의 대부분을 잠수한 채로 유지할 수 있다.
1981년, 캉커러함은 하푼 미사일을 발사하는 최초의 영국 잠수함이 되었다.
처칠급 다음으로, 스위프트슈어급 잠수함 6척이 건조되었다. 역시 수중 배수량 4900톤에 롤스 로이스 PWR1 원자로 1기를 탑재했다.